# Ricardo Junqueira
Ricardo Junqueira (Brasília, 21 de maio de 1965) é um fotógrafo brasileiro. Conhecido por seu trabalho autoral, documental e de arquitetura, com foco em temas sociais e culturais.

## Biografia
Iniciou sua carreira em 1979, desenvolvendo-se como fotógrafo autodidata com participações em exposições no Brasil e no exterior. Formado em Comunicação Social pelo Centro Universitário de Brasília (CEUB), reside atualmente em Lisboa, Portugal, onde segue em atividade na área fotográfica e artística.

## Carreira
Em 1987 fotografou a capa do álbum Que País É Este da banda Legião Urbana. Anteiormente formou a agência de fotografia em conjunto com o fotógrafo Nick ElMoor chamada Pós-New. Fotografou vários eventos históricos do rock brasiliense.
Em 1988 mudou para São Paulo e tornou-se fotógrafo publicitário e professor na Escola Panamericana de Arte de São Paulo. Em 1991 expos na 21ª Bienal de São Paulo em conjunto com a dupla de cenógrafos Adriano e Fernando Guimarães.
Em 1996 mudou para Natal, Rio Grande do Norte, atuou como fotógrafo publicitário e documentarista em 2009 organizou a exposição itinerante Coletivo Potiguar com os fotógrafos Numo Rama, Jean Lopes, Jean Frota, Erik Van Der Weijde, Karen Montenegro, Hugo Macedo, Max Pereira, Pablo Pinheiro e do próprio Ricardo Junqueira, pela Caixa Cultural.
Foi autor da fotografia do selo comemorativo "1º show com luz" lançado pelos Correios, em homenagem ao cantor Renato Russo, líder da Legião Urbana. "Sugerida pelo público, a homenagem foi uma das mais votadas pela Comissão Filatélica Nacional e homologada pelo Ministério da Ciência, Tecnologia, Inovações e Comunicações. O selo traz a imagem do artista no palco em uma de suas apresentações. O bloco apresenta ainda um trecho da canção "Vinte e Nove", composta por Renato Russo e lançada no álbum "O Descobrimento do Brasil" (1993), da Legião Urbana. Segundo os Correios, desde 2013, mais de mil sugestões foram enviadas pela população para que o artista se tornasse motivo de selo postal especial.
Ricardo Junqueira ganhou o XI Prêmio Funarte Marc Ferrez de Fotografia em 2010, com o livro "Memória".
Membro da AFP - Associação de fotógrafos Profissionais de Portugal desde 2012.
É filiado à Abrafoto – Associação Brasileira de Fotógrafos de Publicidade desde 1999 e membro do conselho administrativo da RPCFB (Rede de Produtores Culturais da Fotografia Brasileira).
Atualmente é fotógrafo de arquitetura.

## Exposições
O seu percurso inclui exposições de destaque como:
- 2015 – A altura do Olhar – Convento dos Cardaes – Lisboa – set./out.
- 2011 – Zé dos Montes – Officina Interiores – Natal – Brasil – mai.
- 2009 – Herbarium – Galeria Hiato – Juiz de Fora MG – out/nov.
- 2007 – Trilhas e outros caminhos – Natal Shopping Center – Natal – jan.
- 2006 – Seletivas – Ímã Fotogaleria – São Paulo – set/out.
- 2005 – CANA – O universo da cana-de-açúcar no Rio Grande do Norte – MUBE – São Paulo – set.
- 2005 – c.a.s.a. – Conjunto Cultural da Caixa – Salvador – jan.
- 2004 – c.a.s.a. – Conjunto Cultural da Caixa – São Paulo – jun.
- 2004 – CANA – O universo da cana-de-açúcar no Rio Grande do Norte – Natal Shopping – jan.
- 2003 – c.a.s.a. – Conjunto Cultural da Caixa – Brasília – dez.
- 2003 – CANA – O universo da cana-de-açúcar no Rio Grande do Norte – Solar Bela Vista – Natal – nov.
- 2003 – c.a.s.a. – Tribunal de Contas do RN – Natal – abr.
- 2002 – V.I.P. – Pessoas muito importantes – Casa da Ribeira – Natal – nov.
- 2001 – Herbarium – IBRIT – Milano – Itália – out.
- 2001 – Herbarium – Natal Shopping – Natal – set.
- 2000 – V.I.P. – Espaço Emporium – Natal – set.
- 2000 – Casa da Ribeira – Um Espaço e seus Passos – Natal – mar.
- 1999 – A Cara da Casa – Casa da Ribeira – Natal – jul.
- 1996 – Herbarium – Espaço Cultural 508 – Brasília – set.
- 1996 – Herbarium – Li Photogallery – São Paulo – mar.
- 1991 – 21ª Bienal de São Paulo – 21/9 a 10/12.
- 1991 – Macbeth Ainda Mauser – Sala Martins Penna – Teatro Nacional de Brasília – abr.
- 1991 – Macbeth Mauser - Cenas de uma Tragédia – Sala Villa Lobos – Teatro Nacional de Brasília – abr.
- 1990 – Retrospectiva - Teatro e Dança - Jogos de Cena – Teatro Sesc Garagem – Brasília – set.
- 1990 – Provisoriamente Paixões – Sala de Exposições da Aliança Francesa – São Paulo – ago.
- 1989 – Provisoriamente Paixões – Fundação Cultural do DF – Brasília – mai/jun.
- 1989 – Provisoriamente Paixões – Um Processo de Montagem – Galeria Le Corbusier – Brasília – abr.
- 1987 – Atopos - Eliana Carneiro – Sala Martins Penna – Teatro Nacional de Brasília – ago.

## Livros
- 2019 - Pós-New Brasilia 1981/1989: A biografia fotográfica de um tempo que não foi perdido.[9]
- 2012 - Rio Grande do Norte – Trilhas e Outros Caminhos – 2a edição.
- 2010 - Memória - Prêmio Marc Ferrez de Fotografia.[10]
- 2007 - Rio Grande do Norte – Trilhas e Outros Caminhos.
- 2001 - Rio Grande do Norte – Caminhos da Arte – ed. Bustamante.
- 2000 - Chivas Regal 200 anos – 200 dicas – tudo que você queria saber sobre whisky.